# Окультна історія Третього Рейху
«Окультна історія Третього Рейху» — американський телевізійний фільм 1991 року.

## Сюжет
Фільм розповідає про деякі секретні розробки Третього Рейху, пов'язані з дослідженням паранормальних явищ і пошуками таємничих артефактів. Попри те, що намагання нацистів-прихильників окультизму не змогли переламати хід війни й зупинити наступ військ антигітлерівської коаліції, навіть сьогодні багато питань з приводу зв'язку лідерів Третього Рейху з потойбічним світом залишаються відкритими. Автори фільму спробували відповісти на ці питання.
Фільм складається з 4 серій:
1. Загадка свастики
2. СС: Кров і земля
3. Містика Гіммлера
4. Адольф Гітлер